# Mucuna psittacina
Mucuna psittacina är en ärtväxtart som beskrevs av John Miers. Mucuna psittacina ingår i släktet Mucuna och familjen ärtväxter. Inga underarter finns listade i Catalogue of Life.